# Ворен (Индијана)
Ворен (енгл. Warren) град је у америчкој савезној држави Индијана.

## Демографија
По попису из 2010. године број становника је 1.239, што је 33 (-2,6%) становника мање него 2000. године.
| Група             | 2000.         | 2010.         |
| Белци             | 1.253 (98,5%) | 1.222 (98,6%) |
| Афроамериканци    | 4 (0,3%)      | 1 (0,1%)      |
| Азијати           | 1 (0,1%)      | 2 (0,2%)      |
| Хиспаноамериканци | 10 (0,8%)     | 5 (0,4%)      |
| Укупно            | 1.272         | 1.239         |